# Армяне в Дании

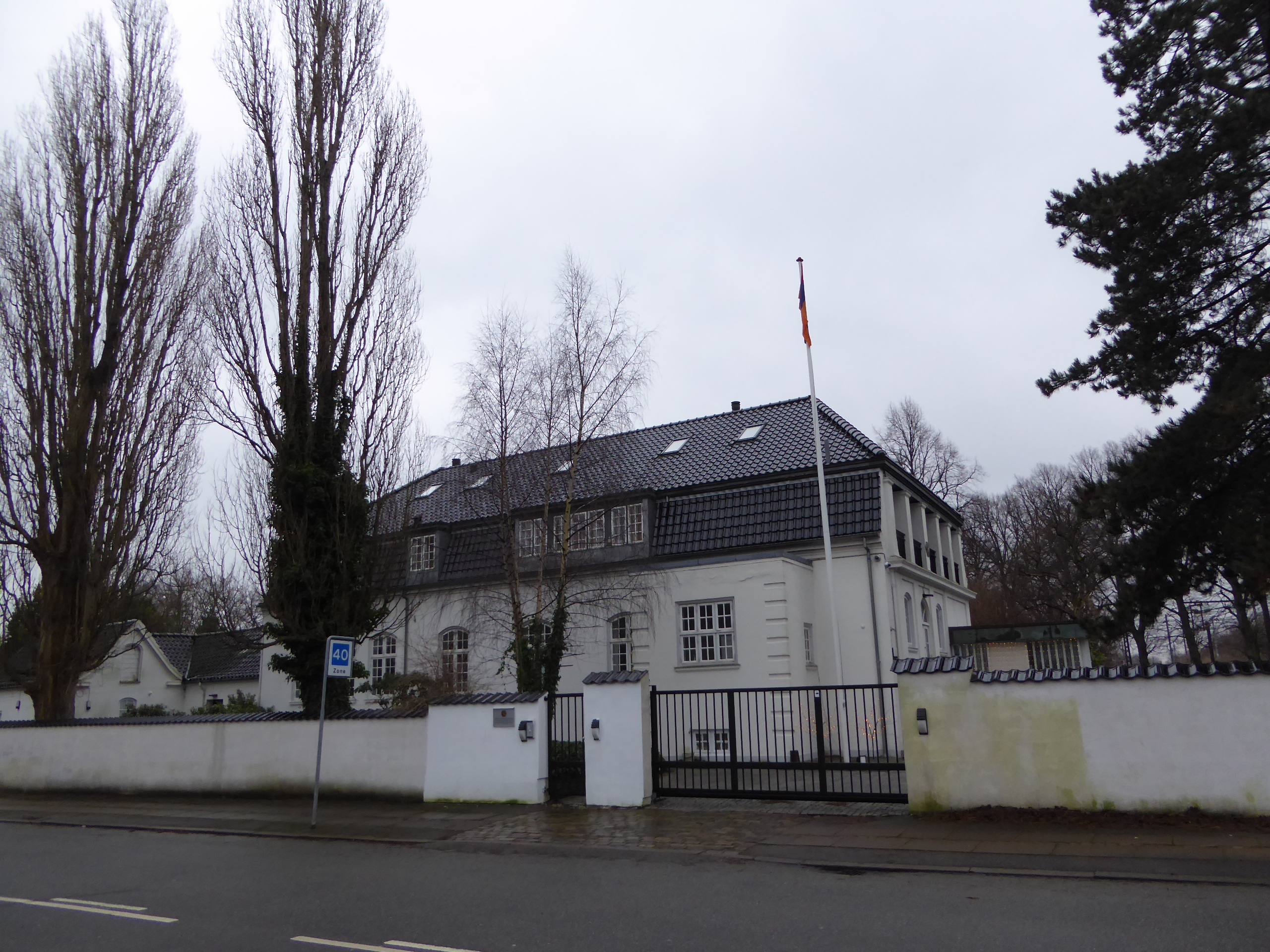
Посольство Армении в Копенгагене

Армяне в Дании (арм. Հայերը Դանիայում) — община этнических армян в Дании насчитывающая около 1 200 человек. Это в основном иммигранты из Армении, а также из Ирана и Ирака. Имеются церкви в Копенгагене, Орхусе и Оденсе. Армянские иммигранты имеют своего священника из армянской общины в Швеции. В 2003 году было подписано соглашение между датским и армянским правительствами, позволяющее принудительную репатриацию нелегальных иммигрантов. По сообщениям, около 100 армян, проживавших в Дании незаконно, были репатрированы.

## Община
В 2005 году Датское министерство по делам церкви признало Армянскую апостольскую церковь в Дании в качестве религиозной общины с юридическими правами для проведения и регистрации свадебных церемоний, предоставило определенные льготы в налогообложении.